# 하니어
하니어(Hani, 하니어: Haqniqdoq, 중국어: 哈尼語, 베트남어: Tiếng Hà Nhì)는 중국, 라오스, 베트남에 걸쳐 사는 하니족이 사용하는 티베트버마어파 로로어군 계통의 언어이다.

## 같이 보기
- 하니어군